# سیستم گرون‌هلم
سیستم گرون هلم نمایشی نوشته ژردی گالسران به کارگردانی علیرضا کوشک جلالی است. کوشک جلالی ترجمه نماشنامه را نیز به عهده داشته‌است. این نمایش برای اولین بار به تهیه‌کنندگی آوا فیاض تیر و مرداد ۱۳۹۳ با بازی الهام پاوه‌نژاد، سینا رازانی، امیرحسین رستمی، رضا مولایی در فرهنگسرای نیاوران به روی صحنه رفت. اجرای این نماش توسط عزت‌الله انتظامی افتتاح شد.

## خلاصه داستان
چهار نفر متقاضی یک شغل بسیار مهم در یک کنسرن گردن کلفت جهانی چند ملیتی هستند. ما شاهد آخرین مصاحبهٔ مسئولین این کنسرن با این چهار نفر هستیم. مصاحبه‌ای کاملاً غیرمتعارف با «سیستم گرون هلم» که با شیوه‌های روان‌کاوانه ابزورد و تحقیرکننده، پرده از روی تمام رازها، ضعف‌ها و به‌طور کلی زندگی شخصی کاندیداها برمی‌دارد.
در این نشست ما شاهد این هستیم که چهار انسان کاملاً متفاوت برای رسیدن به هدف مادی‌شان حاضر به نابودی تمام ارزش‌های معنوی خود و دیگران هستند. به یکدیگر به شکل رقیبی سر سخت می‌نگرند و برای تصاحب این شغل پر زرق‌وبرق، تن به هر خفتی می‌دهند و به سان گرگ‌های وحشی، با زیر پا نهادن تمام معیارهای اخلاقی و انسانی به جان هم می‌افتند.
جذابیت قصه زمانی بیشتر می‌شود که متوجه می‌شویم یکی از این چهار نفر، کارمند این کنسرن است و وظیفه سه نفر دیگر شناسایی این فرد است. این که آیا این مسئله واقعیت دارد یا نه، و اگر واقعیت دارد، کدام یک از این چهار نفر کارمند شرکت است، تقریباً تا به انتها روشن نمی‌شود. ما شاهد این جریانیم که چهار کاندید رسیدن به پست ریاست کنسرن جهانی، این انسان‌های مدرن و متمدن، به مرور تبدیل به لاشخورهایی درنده‌خو می‌شوند.

## فیلم تئاتر
همچنین فیلم-تئاتر سیستم گرون هلم به کارگردانی علیرضا کوشک جلالی و تهیه‌کنندگی آوا فیاض توسط مرکز موسیقی بتهوون منتشر شده‌است.

## دربارهٔ نمایشنامه
این نمایش‌نامه بر اساس یک اتفاق واقعی نوشته شده‌است و بسیار دقیق مشکلات زمان را به تصویر می‌کشد و سیستم درنده‌خو و ضدانسانی بازار کار و به نوعی هم، جامعه بشری را کالبد شکافی می‌کند.
سیستم گرون هلم قصه روشنی دارد و از نظر دراماتورژی بسیار منطقی پایه‌ریزی شده‌است. داستان طوری طراحی شده که تماشاچیان را تا آخرین لحظه در هیجان غریبی غرق می‌کند. این نمایشنامه برای اولین بار در سال ۲۰۰۳ به صحنه رفت و از آن به بعد صحنه‌های تئاتر جهان را تسخیر کرد. در چند سال اخیر این نمایشنامه رکورددار بیشترین اجراها در کشورهای مختلف شد.
ترکیب لحظات ابزورد، کمیک، گروتسک و تراژیک، باعث فرود و فرازهای بی‌شمار و خلق شرایط بی‌نظیری می‌گردد که گاه از شدت خنده تماشاچیان را به گریه می‌اندازد.
گالچران، نویسنده اسپانیایی، با این اثر که ترکیبی است از درام، کمدی و نمایش روان‌کاوانه جنایی، مشکل روز بسیاری از کشورهای جهان (بی‌کاری) را با خشونت تمام و در عین حال بسیار مفرح، به تصویر می‌کشد.

## بازیگران
به ترتیب حروف الفبا:
- الهام پاوه‌نژاد
- سینا رازانی
- امیرحسین رستمی
- رضا مولایی

## عوامل
- طراح صحنه: علیرضا کوشک جلالی
- طراحی افکت و موسیقی: آرشام مودبیان
- طراح پوستر و بروشور: سینا افشار
- برنامه‌ریز و مدیرتولید: فؤاد خراباتی
- مدیر تبلیغات و روابط عمومی: آوا فیاض
- مشاور رسانه‌ای: عسل عباسیان
- عکاس: امیرحسین بزرگ‌زادگان
- طراح گرافیک: سینا افشار
- عکاس و ساخت تیزر: محمدصادق زرجویان
- دستیار کارگردان و منشی صحنه: رها شیرازی

## اجراهای دیگر
این نمایش در چند تماشاخانه دیگر از جمله تئاتر باران مجدد روی صحنه رفت.